# Boysie Singh
Boysie Singh (5 de abril de 1908 - 20 de agosto de 1957) también conocido como John Boysie Singh y también como Raja (la palabra hindi para rey), o simplemente Boysie, nació el 5 de abril de 1908 en 17 Luis Street, Woodbrook, Puerto España, condado de Saint George, Trinidad y Tobago británica.Bhagrang Singh era un fugitivo que emigró a Trinidad y Tobago británica desde la India británica junto con su esposa.
Tuvo una larga y exitosa carrera como gángster y apostador antes de dedicarse a la piratería y el asesinato. Durante casi diez años, desde 1947 hasta 1956, él y su pandilla aterrorizaron las aguas entre Trinidad y Tobago y Venezuela . Fueron responsables de la muerte de aproximadamente 400 personas. Prometían transportar personas de Trinidad a Venezuela, pero en el camino robaba a sus víctimas a punta de pistola y las mataban para luego arrojarlas al mar.
Boysie era conocido en Trinidad y Tobago . Había vencido con éxito un cargo de allanamiento de morada que casi resultó en su deportación antes de que finalmente fuera ejecutado después de perder su tercer caso, por el asesinato de su sobrina. La mayoría de la población lo tenía asombrado y atemorizado y, a principios de la década de 1950, se lo veía con frecuencia paseando grandilocuentemente por Puerto España con ropa brillante y elegante. Madres y niñeras advertirían a sus hijos: "¡Compórtate, hombre, o Boysie vendrá para comerte"  Boysie Singh murió en Puerto España al ser ahorcado en 1957 por el asesinato de una bailarina de nombre Hattie Werk.